# Maurice Gatsonides

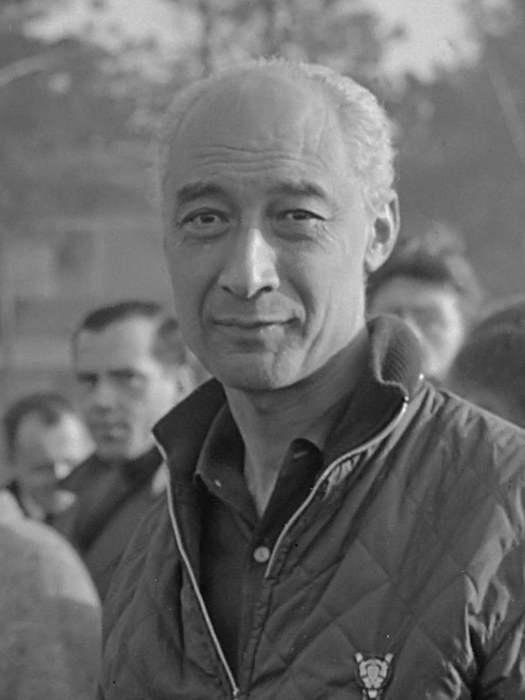
Maurice Gatsonides 1964

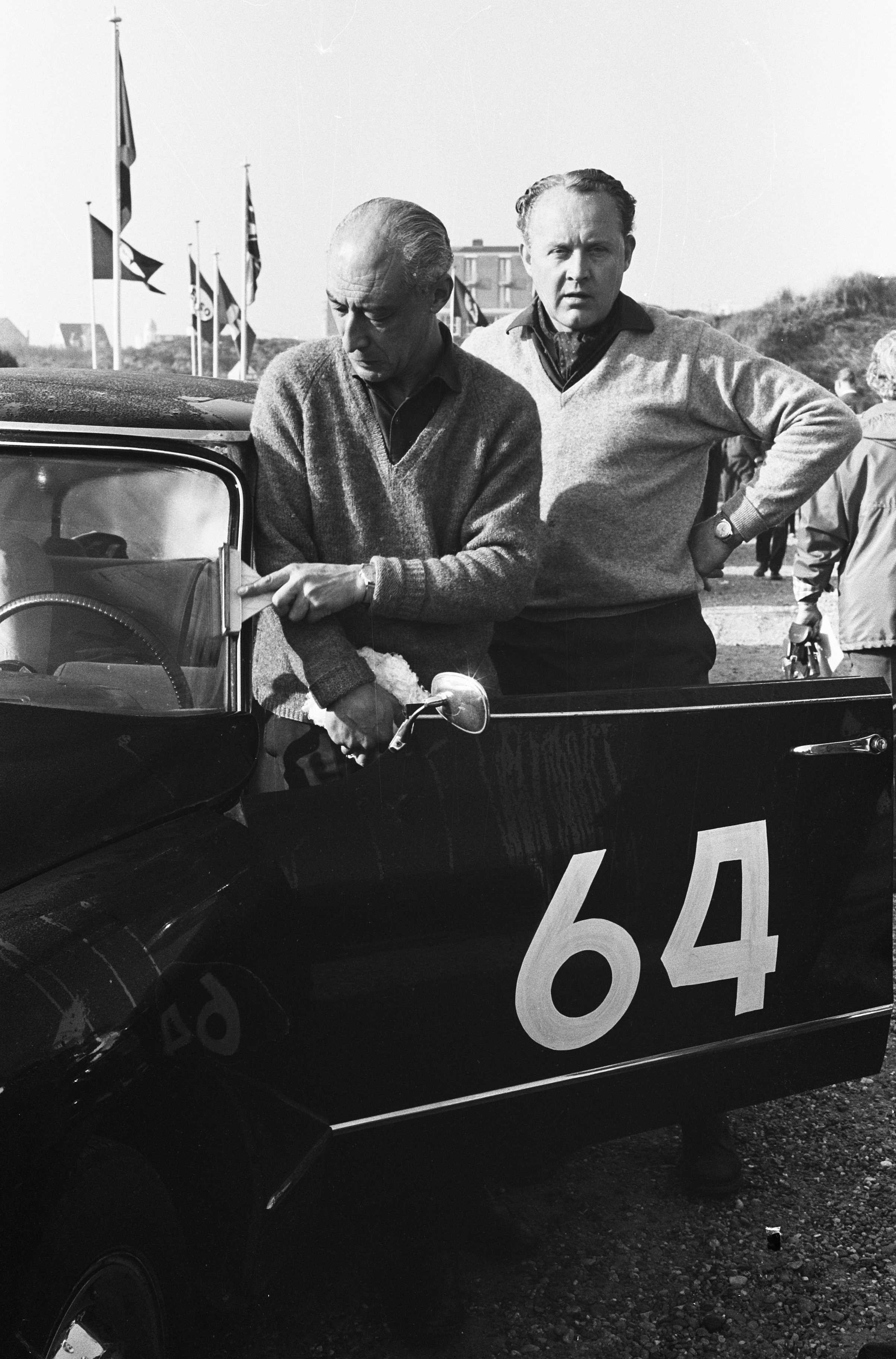
Gatsonides (links) bei der Tulpen-Rallye 1963

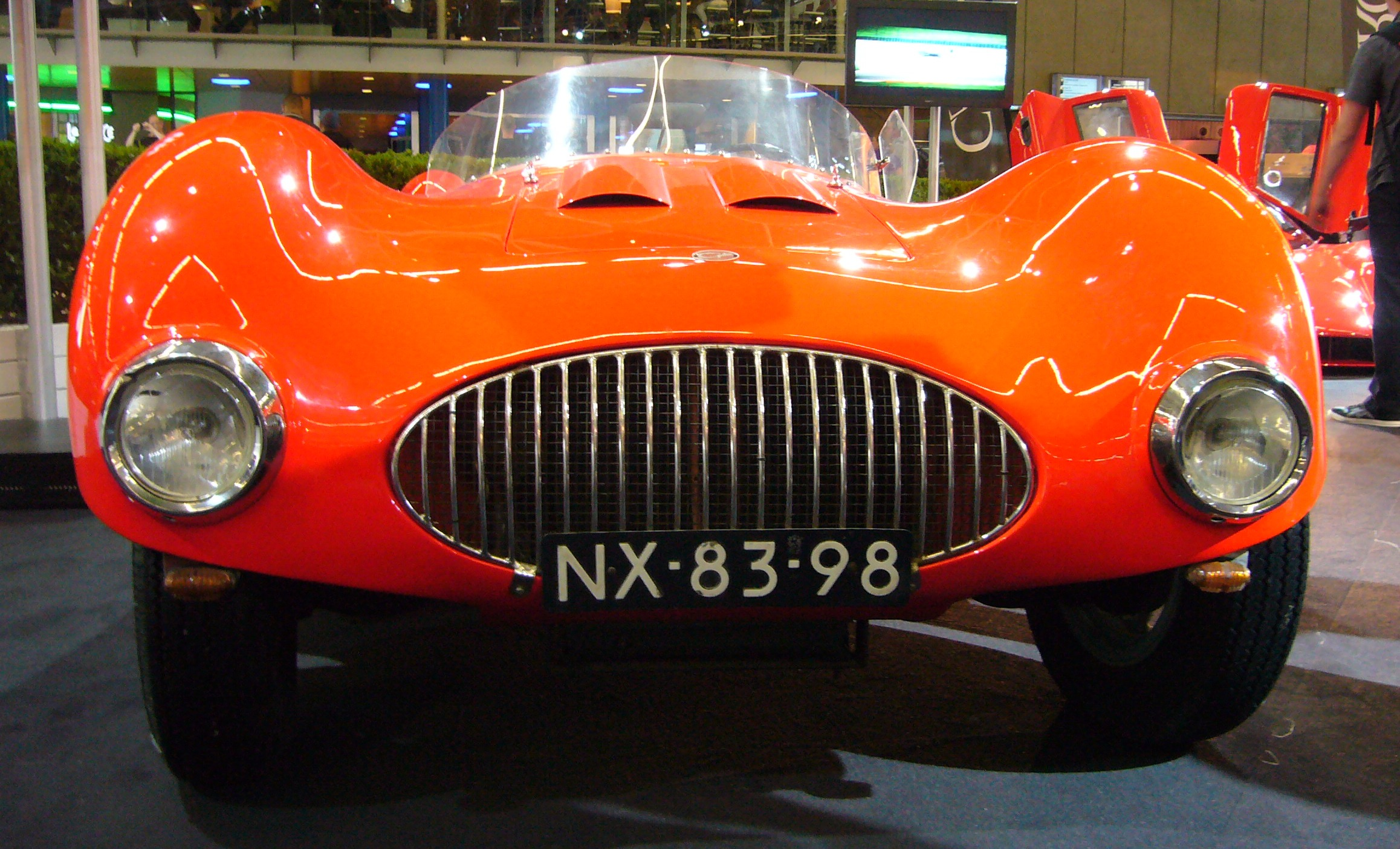
Der Gatso 1500

Maurice „Maus“ Gatsonides (* 14. Februar 1911 in Gombong; † 29. November 1998 in Heemstede) war ein niederländischer Pilot, Unternehmer und Autorennfahrer.

## Jugend und die Zeit vor dem Zweiten Weltkrieg
Gatsonides Vater war niederländischer Diplomat und in den 1910er-Jahren Vizegouverneur in Niederländisch-Indien, dem heutigen Indonesien. 1911 kam Maurice Gatsonides in einer Stadt in der Provinz Jawa Tengah zur Welt. Noch während des Ersten Weltkriegs kehrten seine Eltern in die Niederlande zurück, wo er seine Schulausbildung erhielt. Nach dem Ende der Schulzeit absolvierte er bei der KLM eine Ausbildung zum Verkehrspiloten. Diese Tätigkeit übte er bis 1935 aus, dann eröffnete er in Haarlem einen Automobilhandel.

## Unternehmer und Automobilkonstrukteur
Seine ersten unternehmerischen Tätigkeiten während des Zweiten Weltkriegs waren bereits profitabel. Er entwickelte einen mit Holzkohle zu befeuernden Gasgenerator und baute diesen in großer Stückzahl. Während der Okkupation der Niederlande durch die Wehrmacht gab es dort so gut wie keinen Treibstoff für die Zivilbevölkerung. Gatsonides’ Generator fand großen Absatz und fand auch beim niederländischen Widerstand Verwendung, um überhaupt Fahrzeuge bewegen zu können.
Nach dem Ende des Krieges begann er in seiner Werkstatt in Heemstede mit dem Bau von Automobilen. Einen ersten Versuch hatte er schon 1939, knapp vor Ausbruch des Krieges unternommen. Dieser Wagen, der Kwik, basierte auf Ford-Technik, präzise auf dem ersten V8-Mercury, der in die Niederlande kam. Kwik ist die niederländische Übersetzung von Mercury beziehungsweise Quecksilber. Das Auto hatte eine Cabriolet-Karosserie, die beim Kutschen- und Karosseriebauer Schutter & Van Bakel gefertigt und von Gatsonides bei Rallyes gefahren wurde. Um den Wagen und einen für weitere Rallyezwecke angeschafften Hillman Minx vor den Unbilden des Krieges zu schützen, vergrub er beide Wagen im Garten seines Hauses. So überlebte vor allem der Kwik, den Gatsonides 1950 zwar verkaufen musste und der durch mehrere Sammlerhände ging, 2005 aber von seinem Sohn wieder für die Familie erworben wurde und heute noch gefahren wird.
Die zweite Arbeit war ein Fahrzeug namens Gatso, der ursprünglich Gatford hieß. Da diese Bezeichnung aber zu nahe am Markennamen der französischen Ford-Partnerfirma Matford lag, gab es von dort einen Einspruch, versehen mit der Androhung einer Klage. Daraufhin wechselte man schnell den Wagennamen. Der Gatso 4000 wurde auf dem Genfer Auto-Salon 1948 vorgestellt und eine Serienproduktion wurde angekündigt, die jedoch nie zustande kam. Letztlich wurden laut unterschiedlichen Quellen maximal elf Stück gebaut. Besonderheiten des Prototyps waren der dritte Scheinwerfer an der Front und das abnehmbare Glasdach.
Ein letzter Versuch, eine Automobilproduktion aufzuziehen, war der Gatso 1500, ein formschönes Cabriolet auf Basis des Fiat 1500. Der Wagen blieb ein Einzelstück und ist noch heute vollständig restauriert erhalten. Da die finanziellen Mittel erschöpft waren, musste Gatsonides schon 1949 aufgeben.
Im Unterschied zur Automobilproduktion gelang mit einem weiteren Projekt der unternehmerische Erfolg und finanzieller Wohlstand. Er entwickelte 1958 eine Kamera zur Geschwindigkeitsüberwachung, die über die Jahre immer wieder verbessert wurde. Heute kann das Unternehmen Gatso auf 45.000 Installationen in 60 Ländern verweisen.

## Der Rennfahrer
Gatsonides begann bereits in den 1930er-Jahren den Motorsport als aktiver Fahrer zu betreiben. Sein erstes Rennen war die Rallye Monte Carlo 1936 auf seinem Hillman Minx. Das beste Ergebnis vor dem Zweiten Weltkrieg war 1937 der vierte Gesamtrang bei der Fernfahrt Lüttich–Rom–Lüttich. Mit dem Kwik fuhr er 1939 im selben Jahr ein Rundstreckenrennen in Zandvoort. Im August desselben Jahres bestritt er wieder das Rennen von Lüttich nach Rom und wieder retour. Anfangs lag er lange im Spitzenfeld, dann wählte er jedoch die falsche Route und kam abgeschlagen nur als 14. ins Ziel.
Nach dem Krieg nahm der Niederländer das Rennfahren wieder auf und ging in erster Linie bei Rallyes und Bergrennen an den Start. Bis in die 1960er-Jahre war er auf unterschiedlichen Fahrzeugen regelmäßiger Teilnehmer der Rallye Monte Carlo, mit dem Höhepunkt des Gesamtsieges 1953 auf einem Ford Zephyr.
Ab 1950 wurden Rundstreckenrennen immer interessanter. In diesem Jahr ging er zum ersten Mal beim 24-Stunden-Rennen von Le Mans an den Start. Die Meldung für den Einsatz, für die frühen 1950er-Jahre im Motorsport ungewöhnlich, kam aus der Tschechoslowakei. Das eigentlich Flugzeuge herstellende Unternehmen Rudy Letov meldete einen Aero Minor 750 für Gatsonides und dessen Landsmann Henk Hoogeveen. Das Team legte 184 Runden zurück und klassierte  sich an der 21. Stelle der Gesamtwertung, was gleichbedeutend mit dem Sieg in der Klasse für Sportwagen bis 0,75-Liter-Hubraum war. Nach einem Ausfall 1952 beendete der das 24-Stunden-Rennen in Westfrankreich 1953 mit seinem britischen Partner Johnny Lockett auf einem Werks-Austin-Healey 100 an der 12. Stelle der Gesamtwertung.
Einmal fuhr er auch einen Ferrari bei einem Sportwagenrennen. Mit dem ihm Besitz des Regisseurs Roberto Rossellini befindlichen Ferrari 212 Inter  sicherte er sich beim 1000-km-Rennen am Nürburgring 1953 den neunten Gesamtrang. Neben dem elften Endrang in Le Mans ein Jahr später, war dies die beste Platzierung seiner Karriere bei einem internationalen Sportwagenrennen. Nach der Tour de France für Automobile 1958 erklärte er seinen Rücktritt als aktiver Fahrer.

## Statistik

### Le-Mans-Ergebnisse
| Jahr | Team                         | Fahrzeug                  | Teamkollege               | Platzierung             | Ausfallgrund |
| ---- | ---------------------------- | ------------------------- | ------------------------- | ----------------------- | ------------ |
| 1950 | Rudy Letov Letnany           | Aero Minor 750            | Henk Hoogeveen            | Rang 21 und Klassensieg |              |
| 1952 | Maurice Gatsonides           | Jowett Jupiter R1         | Hugo van Zuylen Nijeveldt | Ausfall                 | Motorschaden |
| 1953 | Donald Healey Motor Company  | Austin-Healey 100         | Johnny Lockett            | Rang 12                 |              |
| 1954 | Automobiles Frazer Nash Ltd. | Frazer Nash Le Mans Coupe | Marcel Becquart           | Rang 11                 |              |

### Einzelergebnisse in der Sportwagen-Weltmeisterschaft
| Saison | Team                                           | Rennwagen                           | 1   | 2   | 3   | 4   | 5   | 6   | 7   |
| ------ | ---------------------------------------------- | ----------------------------------- | --- | --- | --- | --- | --- | --- | --- |
| 1953   | Donald Healey Motor Company Roberto Rossellini | Austin-Healey 100 Ferrari 212 Inter | SEB | MIM | LEM | SPA | NÜR | RTT | CAP |
| 1953   | Donald Healey Motor Company Roberto Rossellini | Austin-Healey 100 Ferrari 212 Inter |     |     | 12  |     | 9   |     |     |
| 1954   | Frazer Nash                                    | Triumph TR2 Frazer Nash Le Mans     | BUA | SEB | MIM | LEM | RTT | CAP |     |
| 1954   | Frazer Nash                                    | Triumph TR2 Frazer Nash Le Mans     |     |     | 27  | 11  |     |     |     |